# Dinebra
Dinebra  Jacq. é um género botânico pertencente à família Poaceae, subfamília Chloridoideae, tribo Eragrostideae.
O gênero apresenta aproximadamente 25 espécies. Ocorrem na África, Ásia e Australásia.

## Espécies
- Dinebra americana (L.) P. Beauv.
- Dinebra arabica Jacq.
- Dinebra aristidoides Kunth
- Dinebra brevifolia Steud.
- Dinebra bromoides Kunth
- Dinebra chloridea J. Presl
- Dinebra chondrosioides Kunth
- Dinebra cristata J. Presl
- Dinebra curtipendula (Michx.) P. Beauv.
- Dinebra dura (L.) Lag.
- Dinebra guineensis Franch.
- Dinebra hirsuta J. Presl
- Dinebra juncifolia (Desv.) Steud.
- Dinebra lima P. Beauv.
- Dinebra paspaloides (Willd.) P. Beauv.
- Dinebra perrieri (A. Camus) Bosser
- Dinebra polycarpha S.M. Phillips
- Dinebra repens Kunth
- Dinebra retroflexa (Vahl) Panz.
- Dinebra retroflexa var. brevifolia (Steud.) T. Durand & Schinz
- Dinebra retroflexa var. condensata S.M. Phillips
- Dinebra retroflexa var. retroflexa
- Dinebra secunda (Pursh) Roem. & Schult.
- Dinebra tuaensis Vanderyst